# Визас
Завод «Визас» (сокращение от «Витебский завод заточных станков»; бел. Завод «Візас») — белорусское станкостроительное предприятие, расположенное в Витебске, управляемое ОАО завод «Визас». 
Специализируется на выпуске заточного оборудования и на 2016 год являлся единственным в СНГ производителем станков для изготовления и заточки любого режущего инструмента.
Основной ассортимент продукции: универсально-заточные станки; универсально-заточные станки с ЧПУ; специализированные станки для заточки протяжек, червячных фрез, зуборезных и фрезерных головок, дисковых пил, свёрл, зенкеров, метчиков, плашек, бурового инструмента ударного действия; станки для вышлифовки инструментов (свёрл) из цельных закалённых заготовок; станки для заточки дереворежущего инструмента; деревообрабатывающие станки.
С 2021 года завод находится в стадии ликвидации и распродаёт имущество.

## История
Завод основан в 1944 году на базе оборудования Клинского чугунолитейного завода, эвакуированного в годы Великой Отечественной войны в Белорецк
. Производил заточные станки для металлорежущего инструмента, а также металлорежущие, деревообрабатывающие станки и станки для обработки оптики очков. 
В 1962 году завод переименован в честь XXII съезда КПСС. 
В 1964—1966 гг. являлся филиалом № 1 Витебского станкостроительного объединения, 
с 1966 года — самостоятельное предприятие в составе Главного управления по производству прецизионных станков Министерства станкостроительной и инструментальной промышленности СССР, 
с 1977 года — «Союзточстанкопрома» (Всесоюзного промышленного объединения по производству прецизионных станков). 
В 1987 году завод передан в состав «Главинструмента» (Главного управления по производству режущего, слесарно-монтажного, абразивного и контрольно-измерительного инструмента), 
в 1988 году — в состав НПО «Инструмент» того же министерства. 
В 1991 году завод преобразован в арендное предприятие в составе Госкомитета Республики Беларусь по промышленности и межотраслевым производствам (с 1994 года — Министерство промышленности Республики Беларусь).
По состоянию на 2020 год завод выпускал металлообрабатывающие станки (шлифовальные и заточные с ЧПУ и без), специальные станки (заточные настольные, зубошлифовальные, зуборезные, для протяжек, отрезные, шлицешлифовальные, для групповой притирки растворителя, испытательные стенды и др.) и агрегаты (очистки воздуха, система подготовки управляющих программ), а также ленточнопильные и токарные деревообрабатывающие станки. Завод также оказывает услуги по алюминиевому литью. 
Ранее завод выпускал несколько моделей универсально-заточных (в т. ч. с ЧПУ), точильно-шлифовальных, плоскошлифовальных, горизонтально-фрезерных станков, заточных станков для сверл, фрез, протяжек, электродов, дисковых пил, а также специальных станков.
В связи с тяжёлым экономическим положением в 2020 году в экономический суд Витебской области было подано заявление о банкротстве, но суд его не удовлетворил. 

С 10 июня 2021 года ОАО завод «Визас» находится в стадии ликвидации. Осенью 2021 года началась распродажа недвижимого имущества  производственных и административных корпусов общей площадью более 9 тыс. м² в восточном промышленном узле Витебска.